# George Axelrod
George Axelrod (* 9. Juni 1922 in New York City; † 21. Juni 2003 in Los Angeles) war ein US-amerikanischer Drehbuchautor, Filmproduzent und Filmregisseur.
Er war hauptsächlich tätig während der 1950er und 1960er Jahre. 1961 wurde er für die beste Drehbuchadaption im Film Frühstück bei Tiffany (1961) für den Oscar nominiert.
Axelrod schrieb auch einige Romane sowie Theaterstücke. Das bekannteste davon, Meine Frau erfährt kein Wort (The Seven Year Itch) wurde 1955 von Billy Wilder als Das verflixte 7. Jahr (The Seven Year Itch) mit Marilyn Monroe und Tom Ewell verfilmt.
Sein Sohn Jonathan Axelrod (1949–2024) war als Drehbuchautor und Fernsehproduzent tätig.

## Filmografie (Auswahl)
als Drehbuchautor soweit nicht anders angegeben:
- 1954: Eine glückliche Scheidung (Phffft!)
- 1955: Das verflixte 7. Jahr (The Seventh Year Itch)
- 1956: Bus Stop
- 1957: Sirene in Blond (Will Success Spoil Rock Hunter?) (Vorlage Axelrods Theaterstück)
- 1961: Frühstück bei Tiffany (Breakfast at Tiffany's)
- 1962: Botschafter der Angst (The Manchurian Candidate) (auch Produzent)
- 1964: Zusammen in Paris (Paris When It Sizzles) (auch Produzent)
- 1965: Wie bringt man seine Frau um? (How to Murder Your Wife) (auch Produzent)
- 1966: Mollymauk, der Wunderknabe (Lord Love a Duck) (auch Regisseur und Produzent)
- 1979: Tödliche Botschaft (The Lady Vanishes)
- 1985: Der 4 1/2 Billionen Dollar Vertrag (The Holcroft Covenant)
- 1987: Das vierte Protokoll (The Fourth Protocol)